# André Moynet
André Moynet (ur. 19 lipca 1921 roku w Saint-Mandé, zm. 2 maja 1993 roku w Nicei) – francuski kierowca wyścigowy.

## Kariera
W wyścigach samochodowych Moynet startował głównie w wyścigach zaliczanych do klasyfikacji Mistrzostw Świata Samochodów Sportowych. W latach 1953-1954, 1961 Francuz pojawiał się w stawce 24-godzinnego wyścigu Le Mans. W pierwszym sezonie startów odniósł zwycięstwo w klasie S 750, a w klasyfikacji generalnej był siedemnasty.